# Vinciane de Wintershoven
Vinciane de Wintershoven évangélisa le Limbourg au VIIe siècle avec son frère Landoald (nl), lui aussi canonisé.
Morte à Wintershoven, son corps est transporté en 977 au monastère Saint-Bavon à Gand. Elle est fêtée le 11 septembre.